# Jednostki samochodowe Wojska Polskiego
Jednostki samochodowe Wojska Polskiego – pododdziały i oddziały i samochodowe Wojska Polskiego od 1917.
W latach 1918–1919 Wojska Samochodowe nazywane były Automobilizmem Wojskowym. Na szczeblu Ministerstwa Spraw Wojskowych organem kierowniczym była Sekcja Automobilowa Departamentu III Technicznego, kierowana przez ppłk. inż. Stanisława Stawińskiego. 17 kwietnia 1919 Sekcja Automobilowa została wyłączona z Departamentu Technicznego i połączona z Sekcją Kolejową w Departament X Komunikacji. 17 maja 1919 w wyniku połączenia Departamentu Komunikacyjnego z Departamentem Technicznym zorganizowany został Departament Techniczno–Komunikacyjny. W składzie nowego departamentu znalazła się Sekcja Samochodowa.
Pod względem fachowym kierownikowi Sekcji Automobilowej M.S.Wojsk. podlegali Autonaczelnicy Okręgów Generalnych, a tym z kolei, wszystkie autokolumny, z wyjątkiem autokolumn przydzielonych do wojsk operacyjnych.
10 stycznia 1919 kierownik M.S.Wojsk., płk Jan Wroczyński zezwolił na sformowanie w Warszawie pierwszej autobrygady według etatów Wojsk Automobilowych ogłoszonych w Dzienniku Rozporządzeń Wojskowych.
- Autobrygada Okręgu Generalnego Warszawskiego - mjr Narcyz Jan Sobol (od 1 VI 1919[1])
- Centralne Składy Samochodowe
- Warsztaty „Dąbie Piaski” podległe Autonaczelnictwu Okręgu Generalnego Krakowskiego
- 6 Polowy Pociąg Samochodów Ciężarowych - urzędnik wojsk. Bronisław Dmochowski (od 28 VI 1919)
- 7 Polowy Pociąg Samochodów Ciężarowych - por. Józef Harbrich (od 28 VI 1919[2])

Wykaz jednostek Armii Wielkopolskiej włączonych do Wojska Polskiego.
| Nazwa i numer jednostki Wojska Wielkopolskiego I Wielkopolska Autokolumna Ciężarowa II Wielkopolska Autokolumna Ciężarowa III Wielkopolska Autokolumna Ciężarowa IV Wielkopolska Autokolumna Ciężarowa | Nazwa i numer jednostki nadane w Wojsku Polskim 76 Kolumna Samochodów Ciężarowych 77 Kolumna Samochodów Ciężarowych 78 Kolumna Samochodów Ciężarowych 79 Kolumna Samochodów Ciężarowych |

Jednostki Wojsk Samochodowych w latach 1920-1921:
- Sekcja Wojsk Samochodowych Departamentu II Ministerstwa Spraw Wojskowych
- Komisja Odbiorcza Sekcji Wojsk Samochodowych Departamentu II Ministerstwa Spraw Wojskowych
- Szkoła Podchorążych Wojsk Samochodowych
- Centralny Park Samochodowy (Centralna Składnica Samochodowa Ministerstwa Spraw Wojskowych)
- 1 Dywizjon Samochodowy w Warszawie
- 2 Dywizjon Samochodowy
- 3 Dywizjon Samochodowy
- 4 Dywizjon Samochodowy
- 5 Dywizjon Samochodowy
- 6 Dywizjon Samochodowy
- 7 Dywizjon Samochodowy
- 8 Dywizjon Samochodowy
- Polowy Dywizjon Samochodowy Naczelnego Dowództwa → Naczelne Dowództwo Wojska Polskiego
- Polowy Dywizjon Samochodowy Grupy Bieniakonie → Grupa Bieniakonie
- Polowy Dywizjon Samochodowy Nr 2
- Polowy Dywizjon Samochodowy Nr 3
- Polowy Dywizjon Samochodowy Nr 4
- Polowy Dywizjon Samochodowy Nr 6
- 1 Dywizjon Samochodów Pancernych
- 2 Dywizjon Samochodów Pancernych w Poznaniu
- 3 Dywizjon Samochodów Pancernych
- Dywizjon Zapasowy Samochodów Pancernych w Poznaniu
- Centralny Warsztat Samochodowy Ministerstwa Spraw Wojskowych
- Warsztat Samochodowy Nr 2 w Wilnie
- Polowe Warsztaty Samochodowe Nr 3
- Okręgowe Warsztaty Samochodowe Nr 6 Dowództwa Okręgu Generalnego „Lwów”
- Kolumna Samochodowa Ministerstwa Spraw Wojskowych
- Garaż Ministerstwa Spraw Wojskowych

Jednostki Wojsk Samochodowych Sił Zbrojnych II RP w latach 1921-1934:
- 1 Dywizjon Samochodowy w Warszawie
- 2 Dywizjon Samochodowy w Lublinie
- 3 Dywizjon Samochodowy w Grodnie
- 4 Dywizjon Samochodowy w Łodzi
- 5 Dywizjon Samochodowy w Krakowie
- 6 Dywizjon Samochodowy we Lwowie
- 7 Dywizjon Samochodowy w Poznaniu
- 8 Dywizjon Samochodowy w Bydgoszczy
- 9 Dywizjon Samochodowy w Brześciu
- 10 Dywizjon Samochodowy w Przemyślu

Pododdziały samochodowe sformowane w 1939 roku → Polskie oddziały pancerne w kampanii wrześniowej
Ludowe Wojsko Polskie zorganizowało niżej wymienione oddziały i pododdziały samochodowe, które wzięły udział w działaniach wojennych na froncie wschodnim:
- 1 Pułk Samochodowy – sformowany na podstawie rozkazu nr 22/org. ND WP z 10 września 1944; po wojnie przeformowany na etat pokojowy
- 2 Szkolny Pułk Samochodowy
- 42 Pułk Samochodowy (jednostka Armii Czerwonej czasowo odkomenderowana do WP)
- 1 Samodzielny Batalion Samochodowy – sformowany najwcześniej, na podstawie rozkazu 1 Korpusu Polskich Sił Zbrojnych w ZSRR nr 13 z 4 marca 1944; przeznaczony dla 1 AWP; rozformowany bezpośrednio po zakończeniu wojny
- 2 Samodzielny Batalion Samochodowy – sformowany na podstawie dyrektywy Naczelnego Dowództwa Armii Czerwonej nr org. 1/306604 z 17 marca 1944; przeznaczony dla 1 AWP; rozformowany bezpośrednio po zakończeniu wojny
- 3 Samodzielny Batalion Samochodowo-Transportowy – sformowany na podstawie rozkazu nr 00130 dowódcy 1 AWP z 5 lipca 1944; przeznaczony dla 1 AWP; rozformowany bezpośrednio po zakończeniu wojny
- 4 Samodzielny Batalion Samochodowo-Transportowy
- 5 Samodzielny Batalion Samochodowo-Transportowy 2 Armii WP – sformowany na podstawie rozkazu nr 8 Naczelnego Dowództwa WP z 20 sierpnia 1944; rozformowany bezpośrednio po zakończeniu wojny
- 6 Samodzielny Batalion Samochodowo-Transportowy 2 Armii WP – sformowany na podstawie rozkazu nr 8 Naczelnego Dowództwa WP z 20 sierpnia 1944; rozformowany bezpośrednio po zakończeniu wojny
- 7 Samodzielny Batalion Samochodowo-Transportowy 3 Armii WP
- 8 Samodzielny Batalion Samochodowo-Transportowy
- 9 Samodzielny Batalion Samochodowo-Transportowy 3 Armii WP
- 10 Samodzielny Batalion Samochodowy – przeznaczony dla Sztabu Głównego WP; po wojnie przeformowany na etat pokojowy
- 107 Samodzielny Batalion Samochodowo-Transportowy 7 Rejonu Bazowania Lotnictwa
- 6 samochodowa kompania sztabowa 2 Armii WP; rozformowana bezpośrednio po zakończeniu wojny
- 29 kompania cystern samochodowych – sformowana na podstawie rozkazu nr 70 Naczelnego Dowództwa WP z dnia 31 marca 1945; istniała do 30 października

W latach 1945–1989 w Wojsku Polskim istniały niżej wymienione jednostki samochodowe:
- 1 Pułk Samochodowy
- 10 Samodzielny Batalion Samochodowy - w 1953 przeformowany w 10 Pułk Samochodowy
- 10 Pułk Samochodowy - sformowany w 1953 na bazie 10 Samodzielnego Batalionu Samochodowego

Po 1989, w Siłach Zbrojnych RP występowały następujące jednostki samochodowe:
- 10 Pułk Samochodowy